# Vaudreching
Vaudreching (fràncic lorenès Walachen) és un municipi francès situat al departament del Mosel·la i a la regió del Gran Est. L'any 2007 tenia 540 habitants.

## Demografia

### Població
El 2007 la població de fet de Vaudreching era de 540 persones. Hi havia 195 famílies, de les quals 46 eren unipersonals (23 homes vivint sols i 23 dones vivint soles), 42 parelles sense fills, 88 parelles amb fills i 19 famílies monoparentals amb fills.
La població ha evolucionat segons el següent gràfic:
Habitants censats

### Habitatges
El 2007 hi havia 218 habitatges, 203 eren l'habitatge principal de la família, 3 eren segones residències i 13 estaven desocupats. 178 eren cases i 40 eren apartaments. Dels 203 habitatges principals, 160 estaven ocupats pels seus propietaris, 36 estaven llogats i ocupats pels llogaters i 7 estaven cedits a títol gratuït; 8 tenien dues cambres, 20 en tenien tres, 33 en tenien quatre i 143 en tenien cinc o més. 181 habitatges disposaven pel capbaix d'una plaça de pàrquing. A 73 habitatges hi havia un automòbil i a 103 n'hi havia dos o més.

### Piràmide de població
La piràmide de població per edats i sexe el 2009 era:
| Homes | Edats   | Dones |
| ----- | ------- | ----- |
| 0     | 95 o +  | 1     |
| 0     | 90 a 94 | 0     |
| 0     | 85 a 89 | 1     |
| 3     | 80 a 84 | 3     |
| 5     | 75 a 79 | 11    |
| 8     | 70 a 74 | 14    |
| 14    | 65 a 69 | 14    |
| 12    | 60 a 64 | 21    |
| 10    | 55 a 59 | 10    |
| 17    | 50 a 54 | 11    |
| 17    | 45 a 49 | 21    |
| 20    | 40 a 44 | 18    |
| 21    | 35 a 39 | 23    |
| 20    | 30 a 34 | 20    |
| 11    | 25 a 29 | 13    |
| 14    | 20 a 24 | 16    |
| 24    | 15 a 19 | 14    |
| 18    | 10 a 14 | 21    |
| 15    | 5 a 9   | 18    |
| 10    | 0 a 4   | 21    |

## Economia
El 2007 la població en edat de treballar era de 342 persones, 235 eren actives i 107 eren inactives. De les 235 persones actives 210 estaven ocupades (125 homes i 85 dones) i 25 estaven aturades (11 homes i 14 dones). De les 107 persones inactives 35 estaven jubilades, 31 estaven estudiant i 41 estaven classificades com a «altres inactius».

### Ingressos
El 2009 a Vaudreching hi havia 211 unitats fiscals que integraven 574,5 persones, la mediana anual d'ingressos fiscals per persona era de 18.564 €.

### Activitats econòmiques
Dels 15 establiments que hi havia el 2007, 3 eren d'empreses de fabricació d'altres productes industrials, 4 d'empreses de construcció, 5 d'empreses de comerç i reparació d'automòbils, 2 d'empreses d'hostatgeria i restauració i 1 d'una empresa de serveis.
Dels 6 establiments de servei als particulars que hi havia el 2009, 1 era un taller de reparació d'automòbils i de material agrícola, 1 paleta, 1 fusteria, 1 lampisteria, 1 empresa de construcció i 1 restaurant.
L'únic establiment comercial que hi havia el 2009 era un supermercat.
L'any 2000 a Vaudreching hi havia 6 explotacions agrícoles que ocupaven un total de 192 hectàrees.

## Equipaments sanitaris i escolars
El 2009 hi havia 1 escola maternal integrada dins d'un grup escolar amb les comunes properes formant una escola dispersa i 1 escola elemental integrada dins d'un grup escolar amb les comunes properes formant una escola dispersa.

## Poblacions més properes
El següent diagrama mostra les poblacions més properes.